# Cheng Jiasui
Cheng Jiasui ou Ch'êng Chia-Sui ou Tch'eng Kia-Souei, surnom: Mengyang, nom de pinceau: Songyuan Laoren, né en 1565 et mort en 1643, est un peintre chinois des XVIe – XVIIe siècles, originaire de Xiuning (district administratif de la province de l'Anhui en Chine).

## Biographie
Poète et peintre de paysages, Cheng Jiasui peint dans les styles des grands maîtres de la Dynastie Yuan (1279-1368). Il vit à Jiading dans la province du Jiangsu. Il fait partie du groupe les « Neuf Amis de la Peinture » qui se réfère à Dong Qichang, Wu Weiye, Yang Wencong, Li Liufang, Zhang Xuezeng (actif 1630-1660), Bian Wenyu (actif 1620-1670), Shao Mi (actif 1620-1660), Wang Shimin et Wang Jian.

## Musées
- Cologne (Mus. für Ostasiatische Kunst):
  - Paysage, daté 1629, encre et couleurs légères sur papier doré, éventail dans le style de Li Tang, signé par le nom de pinceau.
- New York: (Metropolitan Museum of Art):
  - Coq près d'un arbre, signé et daté 1616, éventail.
- Paris Mus. Guimet:
  - Paysage, sur fond d'or, en forme d'éventail.
- Shanghai:
  - Paysage de rivière, signé et daté 1635, dans le style de Ni Zan.
- Stockholm  (Nat. Mus.):
  - Vue de rivière avec pins sur larive, signé et daté 1635.